# П'ятий корпус УГА
П'ятий Чортківський корпус (V Корпус) — військове формування Української Галицької Армії у 1919 році.
Команда (штаб) була розташована в Чорткові.

## Історія
Наказ про його формування на базі частин Чортківської окружної військової команди і новобранців видав начальний вождь УГА Олександр Греків 14 червня 1919 року.
До корпусу мали належати новосформовані за неповним штатом 16-а (Чортківська), 17-а (Бучацька), 19-а і 20-а бригади. Чортківський корпус створено під час Чортківської офензиви, його бригади в оперативному плані підпорядковувалися Першому і Другому корпусам. Унаслідок польського наступу формування П'ятого корпусу не завершено; після переходу УГА за р. Збруч розформований.

## Структура
До складу П'ятого корпусу мали входити:
- 16-та Чортківська бригада (полковник С. Шепель)
- 17-та Бучацька бригада (отаман І. Грабовецький)
- 19-та бригада (отаман Р. Кніттель)
- 20-та бригада

## Командування
Командант — полковник Григорій Коссак, начальник штабу — сотник Еріх Штукгайль.